# Parti social-démocrate slovaque
Pour les articles homonymes, voir Parti social-démocrate.
Le Parti social-démocrate slovaque (en slovaque : Sociálnodemokratická strana Slovenska, SDSS) est un parti politique slovaque (1990-2005), de type social-démocrate. Il était membre du Parti socialiste européen.

## Présentation
Son président en 1992 était Alexander Dubček.
Au 1er janvier 2005, le SDSS fusionne avec SMER (Direction, la 3e voie, également social-démocrate).